# Okane ga Nai
Okane ga nai (お金がないっ lit. Sin dinero?) es una serie de novelas ligeras de género yaoi escritas por Hitoyo Shinozaki e ilustradas por Tōru Kōsaka. Debido a su popularidad, Okane ga nai ha sido adaptada a una serie de manga, varios CD dramas y cuatro OVAs en 2007.

## Argumento
Yukiya Ayase es un estudiante universitario de dieciocho años de edad que es traicionado y vendido en una subasta por su primo, Tetsuo Ishii, para saldar sus grandes deudas. Ayase es entonces comprado por el prestamista financiero Somuku Kanou por una suma de 120 millones de yenes. Esto se debe a que cuatro años atrás, un herido Kanou fue ayudado por Ayase, a pesar de que este último no lo recuerda, por lo que ahora desea mantenerlo con él. Sin embargo, cuando Ayase intenta irse, Kanou usa la deuda de 120 millones de yenes para obligarlo a quedarse, recordándole que ahora le pertenece. Como Ayase todavía es estudiante y no tiene trabajo, se ve obligado a vender su cuerpo a Kanou por 500,000 yenes cada vez que tienen relaciones sexuales.

## Personajes
Yukiya Ayase (綾瀬 雪弥 Ayase Yukiya?)
Voz por: Akira Ishida (CD drama), Jun Fukuyama (OVAs)
Es un estudiante universitario de dieciocho años y huérfano. Es mitad japonés y vive solo en un pequeño bloque de apartamentos. Se desconoce la razón de la muerte de sus padres y de su abuela, con la que vivió después de que sus padres fallecieran. Tiene una apariencia algo femenina e infantil que le trae muchos problemas porque "desborda feromonas que lo hacen violable en cualquier situación", de acuerdo con Homare. Desde pequeño, al no saber expresar sus opiniones y sentimientos, se convirtió en un muchacho cerrado a los demás, por lo que nunca ha tenido ningún amigo auténtico.
Somuku Kanou (狩納 北 Kanō Somuku?)
Voz por: Jūrōta Kosugi
Es un prestamista financiero de 26 años de edad. Cuatro años atrás, su padre fue asesinado y él mismo fue golpeado brutalmente, siendo "salvado" por Ayase cuando este lo encontró en la calle y le ofreció ayuda. Se sabe que estuvo bajo la tutela de dos amigos de su padre. Salvó a Ayase en la subasta, aunque llevándose la sorpresa de que este no lo recordaba. Es una persona fría y "con sus manos destruye muchas cosas", tal como lo describe Ayase, pero siempre saca su lado dulce y amable con él, lado que causa miedo a sus allegados.
Tetsuo Ishii (石井 鉄男 Ishii Tetsuo?)
Voz por: Tetsuya Kakihara
Es el primo de 20 años de Ayase. Sólo conoció a su primo una vez, cuando este estaba en preescolar y haciéndose grandes amigos, siendo Tetsuo quien actuaba de guardaespaldas. Cuando se volvió a ver con Ayase años después en el funeral de su abuela, sintió una enorme ira al saber que no lo recordaba. Tuvo altercados con la yakuza lo cual le acarreó varios problemas, siendo así que toman a Ayase como parte de pago por sus deudas. No se opuso a la venta de Ayase en la subasta. Después del altercado en Akushi, se sabe que está pagando su deuda, pero no ha vuelto a aparecer en tomos posteriores.
Homare Kuba (久芳 誉 Kuba Homare?) y Misao Kuba (久芳 操 Kuba Misao?)
Voz por: Kōji Tsujitani (Homare) y Wataru Hatano (Misao)
Son un par de hermanos gemelos que trabajan para Kanou, cumpliendo toda clase de trabajos además del de oficina. Al principio no se tomaba mucho en cuenta a Homare hasta que es puesto como guardaespaldas de Ayase en la universidad. Misao se describe como alguien que "en negocios no importa los vínculos sanguíneos" y Homare alguien "que los sentimientos interfieren aunque en negocios eso no tenga nada que ver". Homare se termina enamorando de Ayase siendo incluso capaz de desobedecer algunas normas impuestas por Kanou para ayudar a Ayase y resultando en varias amenazas de muerte de parte de su jefe, aun así sigue siendo fiel a sus sentimientos. Parece ser que antes de trabajar para Kanou, ambos eran ladrones.
Shinobu Someya/Kaoruko Someya (染矢 忍/染矢 薫子 Someya Shinobu/Someya Kaoruko?)
Voz por: Nobuo Tobita
Es un okama y dueño de un club de host. Su padre fue gran amigo del padre de Kanou, por lo cual la relación entre ambos es casi fraternal. Es el que más protege a Ayase de Kanou. Sus comentarios son las ironías que dan gracia al manga y es quien muestra la verdadera naturaleza de Kanou, alguien gracioso y vergonzoso además de tonto. En el quinto tomo se ve una parte desconocida de él cuando un borracho entra en su café y provoca varios altercados, mostrando Someya una actitud fría y calculadora.
Toranosuke Gion (祇園 寅之介 Gion Toranosuke?)
Voz por: Ryōtarō Okiayu
Tiene 22 años y es profesor de ciencia de nivel 1 en una escuela. Aunque no lo parezca es un genio, se graduó en la universidad en un año, aparte de gran admirador de películas de corte adulto. Adora las cámaras y está metido en el mundo del cine de adultos. Sueña con poder grabar a Ayase en situaciones XXX.
Takanori Kiuchi (木内 貴教 Kiuchi Takanori?)
Es un compañero de Ayase. Es un otaku tranquilo y callado, con una personalidad retraída, gusta de leer y escuchar la radio. Está enamorado de Ayase, se sabe que el día en que este desapareció ellos tenían una cita. Siempre es el más preocupado por la seguridad de Ayase.

## Media

### Manga
Escrito por Hitoyo Shinozaki e ilustrado por Tohru Kousaka, comenzó su serialización en la revista Comic Magazine LYNX de la editorial Gentōsha desde 2002.

### Anime
Los OVAs relatan la historia de Ayase y Kanou del manga, mediante un light yaoi (son pocas escenas, cubiertas de sombras o del tipo sugerente), compuesto por algo de comedia y mucho romance.

### Música
Tema de apertura
- "Romance Way" por ISSEI.

Tema de cierre
- "Itoshii Hito yo Eien ni Nukumori wo Tsutaete..." interpretado por Tetsuya Kakihara y Wataru Hatano.